# Módusz
A módusz egy sorozat (általában egy statisztikai minta értékei) leggyakrabban előforduló eleme.
A statisztikai középérték-mutatók (medián, módusz, számtani közép, harmonikus közép, mértani közép, négyzetes közép) egyike, amely fontos információt hordoz egy valószínűségi változóról illetve egy statisztikai sokaságról egyetlen értékben. A módusz általában különbözik az átlagtól és a mediántól, továbbá lényegesen eltérhet azoktól erősen aszimmetrikus eloszlások esetén.
A módusz nem feltétlenül egyértelmű, mivel ugyanazt a maximum gyakoriságot több különböző érték is elérheti. A legszélsőségesebb esetek az úgynevezett egyenletes eloszlások, ahol minden érték egyformán valószínű.
A kifejezés egyaránt használatos a matematikában a valószínűség-eloszlásoknál és a statisztikai mintáknál, valamint a fizikában.

## Valószínűségi változó módusza
A „legdivatosabb”, legvalószínűbb érték: egy folytonos valószínűség-eloszlás jellemző adata: olyan pont, ahol az eloszlás sűrűségfüggvényének lokális maximuma van. Egy eloszlásnak tehát több módusza is lehet. Az egyetlen móduszú (unimodális) eloszlások esetében a móduszt az eloszlás centrumát jellemző adatként használjuk. – Szimmetrikus unimodális eloszlások esetében a módusz megegyezik a mediánnal és a várható értékkel is, feltéve, hogy ez létezik. Aszimmetrikus eloszlásoknál hasznos lehet a módusz, a medián és a várható érték relatív helyzetének mint az eloszlás jellemző tulajdonságának vizsgálata.

## Statisztikai minta módusza
A módusz – a számtani középhez és a mediánhoz hasonlóan – helyzeti középérték. A módusz nem mindig határozható meg és nem is mindig létezik.

### Diszkrét valószínűségi változóból származó minta esetén
A minta leggyakrabban előforduló értéke vagy értékei.

#### Például
Egy folyamatos üzemben feljegyezték az óránkénti gépleállások számát 24 órán keresztül és a következő értékeket kapták:
| Óra             | 1 | 2 | 3 | 4 | 5 | 6 | 7 | 8 | 9 | 10 | 11 | 12 | 13 | 14 | 15 | 16 | 17 | 18 | 19 | 20 | 21 | 22 | 23 | 24 |
| --------------- | - | - | - | - | - | - | - | - | - | -- | -- | -- | -- | -- | -- | -- | -- | -- | -- | -- | -- | -- | -- | -- |
| Leállások száma | 5 | 3 | 1 | 2 | 0 | 3 | 4 | 5 | 2 | 6  | 1  | 1  | 4  | 0  | 2  | 3  | 2  | 0  | 2  | 3  | 1  | 4  | 1  | 6  |

Az áttekinthetőség végett a fenti értékeket egy gyakorisági táblázatba rendezve láthatjuk, hogy két érték is szerepel móduszként: az óránkénti gépleállások száma 5 alkalommal volt 1 és 5 alkalommal 2, tehát mindkét érték móduszként szerepel, vagy másként a módusz nem határozható meg egyértelműen.
| leállások száma óránként | az előfordulások gyakorisága (fi) | relatív gyakoriság (gi) |
| ------------------------ | --------------------------------- | ----------------------- |
| 0                        | 3                                 | 0,125                   |
| 1                        | 5                                 | 0,208                   |
| 2                        | 5                                 | 0,208                   |
| 3                        | 4                                 | 0,168                   |
| 4                        | 3                                 | 0,125                   |
| 5                        | 2                                 | 0,083                   |
| 6                        | 2                                 | 0,083                   |
| Összesen                 | 24                                | 1,000                   |

### Folytonos valószínűségi változóból származó minta esetén
A módusz a gyakorisági görbe maximum helye, amely az osztályközös gyakorisági sorból becsülhető. A móduszt mindig az az osztályköz tartalmazza, amelyikhez a hisztogram legmagasabb oszlopa tartozik.
Osztályközös gyakorisági sor esetén a következő képlettel becsülhetjük a móduszt:
{\displaystyle x_{mo,0}}: a módusz osztályközének alsó határa
{\displaystyle f_{mo}}: a módusz osztályközének gyakorisága
{\displaystyle f_{mo-1}}: a móduszt megelőző osztályköz gyakorisága
{\displaystyle f_{mo+1}}: a móduszt követő osztályköz gyakorisága
{\displaystyle h_{mo}}: a módusz osztályközének hossza
a módusz osztályköze: az az osztályköz, ahol {\displaystyle f_{i}} a legnagyobb
A képlet csak egyenlő hosszúságú osztályközök esetén érvényes, ellenkező esetben {\displaystyle f_{i}} helyett {\displaystyle {\frac {f_{i}}{h_{i}}}} használata szükséges.